# Râșca, Neamț
Râșca (în trecut, Tonți) este un sat în comuna Drăgănești din județul Neamț, Moldova, România.